# Dorfkirche Helle

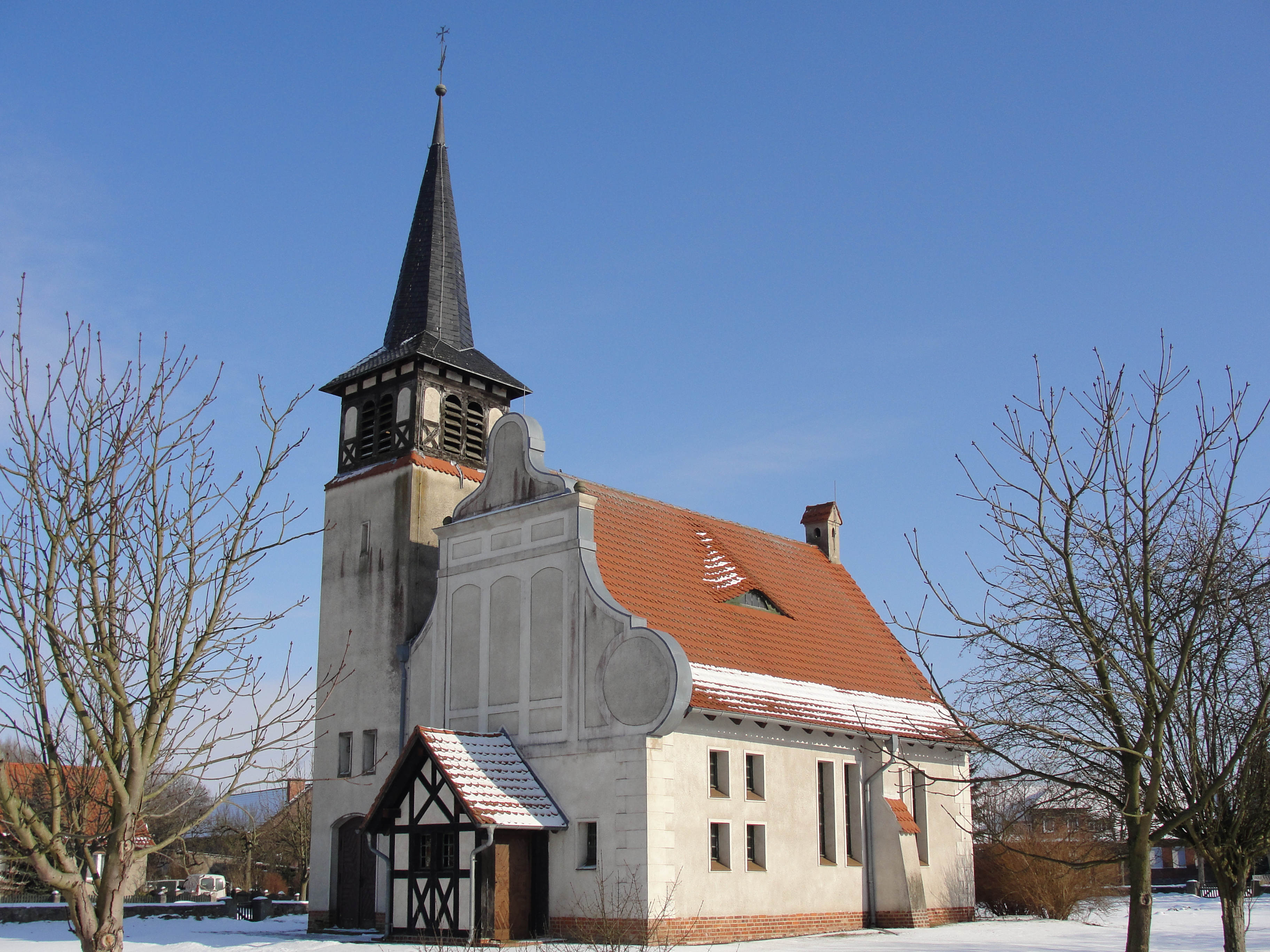
Dorfkirche Helle

Die evangelische Dorfkirche Helle steht in Helle, einem Ortsteil der Gemeinde Groß Pankow (Prignitz) im Landkreis Prignitz in Brandenburg. Die denkmalgeschützte Kirche gehört zum Pfarrsprengel Seddin im Kirchenkreis Prignitz der Evangelischen Kirche Berlin-Brandenburg-schlesische Oberlausitz.

## Beschreibung
Die eklektizistische Saalkirche wurde anstelle der baufälligen Fachwerkkirche 1913 nach einem Entwurf von Georg Büttner nach den Vorstellungen der Heimatbewegung unter Verwendung charakteristischer Motive der Romanik und des Barock gebaut. Sie besteht aus einem Langhaus, hinter einem Chorbogen einem halbrund abgeschlossenen Chor im Osten, an der Nordwestecke des Langhauses mit einem Kirchturm, dessen oberstes Geschoss aus Holzfachwerk hinter den als Biforien gestalteten Klangarkaden den Glockenstuhl beherbergt. Bedeckt ist der Kirchturm mit einem achtseitigen, schiefergedeckten Knickhelm. Die Fassade im Westen des Langhauses ist mit einem Schweifgiebel abgeschlossen. 
Der Innenraum ist mit einem segmentbogigen, kassettierten Tonnengewölbe überspannt. Aus dem Vorgängerbau blieb das um 1470 entstandene Altarretabel mit einer Darstellung der Krönung Mariens erhalten.
Die von Rudolf Piper 1913/14 gebaute Orgel auf der Empore im Westen hat zwölf Register auf zwei Manualen und Pedal.